# Премия Правительства Российской Федерации в области науки и техники

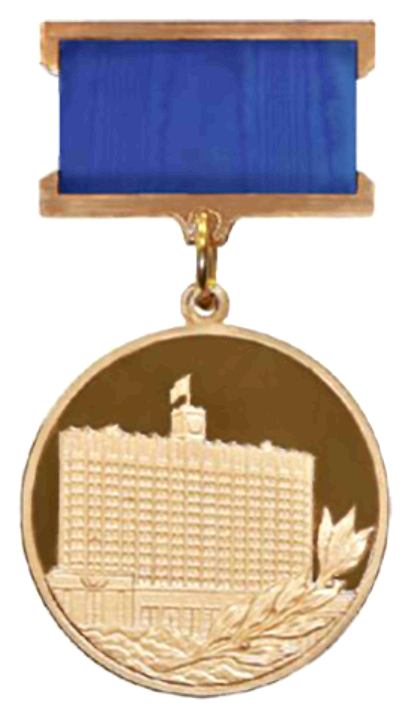
Почётный знак Лауреата премии Правительства Российской Федерации с 4 июня 2019

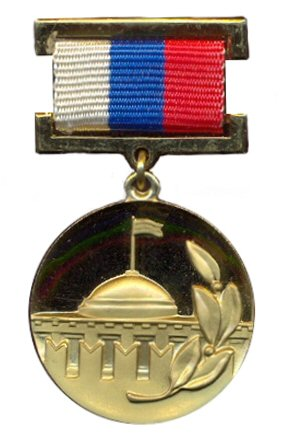
Почётный знак Лауреата премии Правительства Российской Федерации до 4 июня 2019

Премия Правительства Российской Федерации в области науки и техники — премия, учреждённая Правительством Российской Федерации 26 июля 1994 года.
Премия Правительства Российской Федерации в области науки и техники присуждается ежегодно учёным и специалистам за следующие достижения:
- научно-исследовательские и опытно-конструкторские работы, завершившиеся созданием и широким применением в производстве принципиально новых технологий, техники, приборов, оборудования, материалов и веществ;
- практическая реализация изобретений, открывающих новые направления в технике и технологиях;
- крупные, реализованные на практике научно-технические разработки в области производства, переработки и хранения сельскохозяйственной продукции;
- высокие результаты в разработке и практическом применении новых методов и средств в медицине и здравоохранении;
- научные, проектно-конструкторские и технологические достижения в области строительства, архитектуры и жилищно-коммунального хозяйства;
- научно-технические исследования и разработки в интересах обороны и безопасности страны, результаты которых использованы при создании более совершенной военной и специальной техники;
- работы, являющиеся значительным вкладом в решение проблем экологии и охраны природы;
- научно-исследовательские разработки, содействовавшие повышению эффективности реального сектора экономики.

Лицам, удостоенным премии, присваивается звание лауреата премии Правительства Российской Федерации в области науки и техники и в торжественной обстановке вручаются диплом и почётный знак.
Денежная часть премии распределяется между награждаемыми в равных долях.

## Изменения в условиях присуждения премии в разные годы
Постановлением Правительства Российской Федерации от 10 июля 1995 года № 696 максимальный размер премий Правительства Российской Федерации в области науки и техники с 1995 года установлен в сумме 2250-кратного минимального размера оплаты труда каждая. Размер премии, выплачиваемой каждому лауреату, не мог превышать 150-кратный минимальный размер оплаты труда. Число награждаемых по каждой работе не должно было превышать 15 человек. Денежная часть премий распределялась между ними в равных долях.
По Постановлению от 10 марта 2000 года № 211, начиная с выплаты премий Правительства Российской Федерации 1999 года в области науки и техники, максимальный размер премий Правительства Российской Федерации в области науки и техники ограничивался в сумме 4500-кратного определенного законом минимального размера оплаты труда (в 2004 году это составляло 450 000 руб.). Размер премии, выплачиваемой каждому лауреату, ограничивался 300-кратным определенным законом минимальным размером оплаты труда (в 2004 году — 30 000 руб.).
Постановлением Правительства РФ от 30 октября 2002 года № 783 были внесены следующие ограничения: лауреат премии имел право повторно выдвигаться на соискание премии не ранее чем через 5 лет; работа, не прошедшая по конкурсу, могла быть выдвинута на соискание премии ещё только один раз.
Наиболее существенные изменения в порядок присуждения премий произошли в 2004 году. Постановлением Правительства Российской Федерации от 26 августа 2004 года № 439, в частности, было уменьшено число премий и максимально допустимое число лауреатов каждой премии, но значительно увеличена сумма премии. Согласно этому Постановлению, с 2005 года присуждалось не более 40 премий (в том числе 10 премий за работы в сфере обороны и безопасности), каждая в размере 1 миллион рублей. Авторский коллектив каждой работы был ограничен 10 претендентами.

## Отмена лауреатских надбавок к пенсиям
В 2002 году Федеральным законом № 21-ФЗ «О дополнительном ежемесячном материальном обеспечении граждан Российской Федерации за выдающиеся достижения и особые заслуги перед Российской Федерацией» некоторым категориям граждан, в том числе лауреатам «государственных премий Российской Федерации», достигавшим пенсионного возраста, было установлено ежемесячное дополнительное материальное обеспечение. Следом в «Российской газете», со ссылкой на Минтруда РФ, была опубликована статья о том, что к лауреатам государственных премий, среди прочих, относятся «лауреаты премий Правительства РФ». Этот же факт подтвердила совместная телетайпограмма указанного выше министерства и Пенсионного фонда РФ, а также Постановление Минтруда о перечне документов для получения надбавки (середина 2002 года).
С тех пор все лауреаты премий Правительства РФ после выхода на пенсию каждый месяц получали надбавку в размере 330% от размера социальной пенсии (в 2018 году это около 17 тысяч рублей).
Но в июне 2017 года было обнародовано внутреннее письмо Пенсионного фонда РФ, а в марте 2018 года опубликован приказ Минтруда РФ (за подписью министра М.А.Топилина, ныне Председателя правления Пенсионного фонда Российской Федерации), которыми фактически были отменены все надбавки выходящим на пенсию лауреатам премий Правительства РФ. Теперь отделения Пенсионного фонда повсеместно отказывают лауреатам (даже получившим звания много лет назад), в оформлении законных надбавок (несмотря на все ещё действующий приказ Минтруда № 520н от 2017 года, подтверждающий старое положение вещей). Одновременно с этим, тысячи лауреатов прошлых лет, оформившие пенсии и надбавки до нынешних запретов, продолжают их получать.
Некоторые лауреаты премий Правительства РФ, получившие от Пенсионного фонда РФ отказы в установлении ежемесячного дополнительного материального обеспечения, стали обращаться в суды, в результате две трети процессов оказались выигранными. Но большая часть лауреатов-пенсионеров не может себе позволить судебные издержки, поэтому многие остаются без существенного материального подспорья.

## Документы

### Об учреждении премий
- Постановление Правительства Российской Федерации от 26 июля 1994 г. № 873 «Об учреждении премий Правительства Российской Федерации в области науки и техники».
- Постановление Правительства Российской Федерации от 27 декабря 1994 г. № 1424 «Об утверждении Положения о премиях Правительства Российской Федерации в области науки и техники и Положения о Совете по присуждению премий Правительства Российской Федерации в области науки и техники».
- Постановление Правительства Российской Федерации от 10 июля 1995 г. № 696
- Постановление Правительства Российской Федерации от 10 марта 2000 г. № 211 размере премий Правительства Российской Федерации в области науки и техники" Архивная копия от 24 июня 2009 на Wayback Machine.
- Постановление Правительства Российской Федерации от 30 октября 2002 г. № 783 внесении дополнений в Положение о премиях Правительства Российской Федерации в области науки и техники" Архивная копия от 7 сентября 2005 на Wayback Machine.
- Постановление Правительства Российской Федерации от 26 августа 2004 г. № 439 «О премиях Правительства Российской Федерации в области науки и техники» Архивная копия от 8 ноября 2011 на Wayback Machine.

### О присуждении премий
| Год  | Правовой акт Правительства Российской Федерации                                                                                  |
| ---- | --- |
| 1995 | Постановление от 16 января 1996 г. № 45 Архивная копия от 3 апреля 2017 на Wayback Machine                                       |
| 1996 | Постановление от 14 февраля 1997 г. № 177                                                                                        |
| 1997 | Постановление от 6 апреля 1998 г. № 382 Архивная копия от 4 марта 2016 на Wayback Machine                                        |
| 1998 | Постановление от 17 марта 1999 г. № 306 Архивная копия от 12 июля 2013 на Wayback Machine                                        |
| 1999 | Постановление от 28 февраля 2000 г. № 175                                                                                        |
| 2000 | Постановление от 19 марта 2001 года № 230. docs.cntd.ru. Дата обращения: 18 июня 2018. Архивировано 1 января 2019 года.          |
| 2001 | Постановление от 21 марта 2002 года № 175. docs.cntd.ru. Дата обращения: 18 июня 2018. Архивировано 18 июня 2018 года.           |
| 2002 | Постановление от 18 февраля 2003 года № 112. docs.cntd.ru. Дата обращения: 16 сентября 2018. Архивировано 29 сентября 2019 года. |
| 2003 | Постановление от 16 февраля 2004 года № 85 Архивная копия от 24 июня 2009 на Wayback Machine                                     |
| 2004 | Постановление от 2 марта 2005 года № 109 Архивная копия от 29 октября 2021 на Wayback Machine                                    |
| 2005 | Постановление от 20 февраля 2006 года № 96 Архивная копия от 3 ноября 2011 на Wayback Machine                                    |
| 2006 | Постановление от 22 февраля 2007 года № 121 Архивная копия от 24 марта 2011 на Wayback Machine                                   |
| 2007 | Постановление от 27 февраля 2008 года № 121 Архивная копия от 2 марта 2014 на Wayback Machine                                    |
| 2008 | Постановление от 10 марта 2009 года № 221 Архивная копия от 24 декабря 2013 на Wayback Machine                                   |
| 2009 | Распоряжение от 17 марта 2010 года № 333-р Архивная копия от 8 апреля 2010 на Wayback Machine                                    |
| 2010 | Распоряжение от 25 февраля 2011 г. № 285-р                                                                                       |
| 2011 | Распоряжение от 6 февраля 2012 г. N 146-р Архивная копия от 3 марта 2014 на Wayback Machine                                      |
| 2012 | Распоряжение от 27 февраля 2013 г. N 254-р Архивная копия от 10 ноября 2013 на Wayback Machine                                   |
| 2013 | Распоряжение от 20 февраля 2014 г. N 230-р Архивная копия от 18 октября 2020 на Wayback Machine                                  |
| 2014 | Распоряжение от 26 февраля 2015 года № 303-р Архивная копия от 17 октября 2020 на Wayback Machine                                |
| 2015 | Распоряжение от 28 октября 2015 года № 2180-р Архивная копия от 18 октября 2020 на Wayback Machine                               |
| 2016 | Распоряжение от 22 октября 2016 года № 2230-р Архивная копия от 1 декабря 2020 на Wayback Machine                                |
| 2017 | Распоряжение от 25 октября 2017 года № 2345-р Архивная копия от 26 декабря 2021 на Wayback Machine                               |
| 2018 | Распоряжение от 18 декабря 2018 года № 2827-р Архивная копия от 1 января 2019 на Wayback Machine                                 |
| 2019 | Распоряжение от 29 ноября 2019 года № 2846-р Архивная копия от 21 октября 2020 на Wayback Machine                                |
| 2020 | Распоряжение от 22 октября 2020 г. № 2736-р Архивная копия от 10 января 2022 на Wayback Machine                                  |
| 2021 | Распоряжение от 1 ноября 2021 г. № 3103-р Архивная копия от 3 ноября 2021 на Wayback Machine                                     |
| 2022 | Распоряжение от 26 октября 2022 г. № 3179-р                                                                                      |
| 2023 | Распоряжение от 23 ноября 2023 г. № 3318-р                                                                                       |
| 2024 | Распоряжение от 28.10.2024 № 3026-р                                                                                              |